# Buchfart
Buchfart é um município da Alemanha, situado no distrito de Weimarer Land, no estado da Turíngia. Tem 7,20 km² de área, e sua população em 2019 foi estimada em 195 habitantes.